# Miastko (công xã)
Công xã Miastko (tiếng Ba Lan: Gmina Miastko là một công xã hành chính (gmina) đô thị hóa thuộc huyện Bytów, tỉnh Pomorskie, ở miền bắc Ba Lan. Thủ phủ của công xã là thị trấn Miastko, nằm cách thị trấn Bytów khoảng 37 kilômét (23 mi) và thành phố Gdańsk khoảng 115 km (71 mi) về phía Tây.
Công xã có diện tích là 466,82 kilômét vuông (180,2 dặm vuông Anh), và tính đến năm 2006, tổng dân số của nó là 19.765 (trong đó dân số của thị trấn Miastko lên tới 10.987, và dân số của vùng nông thôn là 8.778).

## Làng
Công xã Miastko chứa các làng và các khu định cư của Biała, Białuń, Bobięcino, Borzykowo, Byczyna, Chlebowo, Cicholas, Cieszanowo, Cisy, Czarnica, Dolsko, Domanice, Dretynek, Dretyń, Gatka, Głodowo, Gołębsko, Gomole, Grądzień, Jeżewsko, Kamnica, Kawcze, Kawczyn, Klewno, Kołacin, Kowalewice, Krzeszewo, Kwisno, Lipczyno, Lubkowo, Laziska, Łąkoć, Łodzierz, Łosośniki, Malęcino, Męciny, Miłocice, Obrowo, Okunino, Olszewiec, Ostrowo, Pasieka, Piaszczyna, Poniklá, Popowice, Potok, Potok-Mlýn, Pożyczki, Przemkowo, Przeradz, Przęsin, Vai trò, Słosinko, Stachowo, Studnica, Szydlice, Świerzenko, Świerznik, Świerzno, Świeszynko, Świeszyno, Toczeń, Trzcinno, Trzebieszyno, Turowo, Tursko, Wałdowo, Węglewo, Węgorzynko, Wiatrołom, Wołcza Mała, Wołcza Wielka, Zadry, Zajączkowo, Znakowo, Żabno và arna.

## Công xã lân cận
Công xã Miastko giáp với các Công xã của Biały Bór, Kępice, Koczała, Kołczygłowy, Lipnica, Polanów, Trzebielino và Tuchomie.